# Бастау (Атбасарський район)
Баста́у (каз. Бастау) — село у складі Атбасарського району Акмолинської області Казахстану. Адміністративний центр та єдиний населений пункт Бастауського сільського округу.
Населення — 1046 осіб (2021; 1488 у 2009, 1674 у 1999, 1930 у 1989).
Національний склад станом на 1989 рік:
- росіяни — 40 %;
- казахи — 24 %;
- німці — 21 %.

До 2016 року село називалось Новоалександровка.